# Chant X du Paradis
Le Chant X du Paradis est le dixième chant du Paradis de la Divine Comédie du poète florentin Dante Alighieri. Il se déroule dans le ciel du Soleil, où résident les esprits savants, au soir du 13 avril 1300 ou du 30 mars 1300.

## Thèmes et contenus

### L'Ordre du Monde: versets 1-27
Celui qui contemple l'ordre du firmament voulu par la Trinité divine, qui régit les cieux et les étoiles par l'intermédiaire des Intelligences angéliques, ne peut manquer d'anticiper l'image du Créateur et de la perfection. Dante s'adresse au lecteur, l'invitant à lever avec lui son regard vers les sphères célestes pour admirer l'art du divin créateur. En ce point (au moment de l'équinoxe de printemps), l'équateur céleste et le plan de l'écliptique se rencontrent avec les constellations du Zodiaque. L'inclinaison de l'écliptique permet aux influences célestes de s'exercer sur la Terre, activant ses potentialités. Si l'inclinaison par rapport à l'équateur céleste est plus ou moins grande, le monde serait défectueux. L'apostrophe se termine par une exhortation à bien réfléchir et à avancer seul sur le chemin préparé par le poète, qui est maintenant  immergé dans la matière noble de son récit.

### Le Ciel du Soleil: versets 28-63
Le Soleil, conjoint au point équinoxial, accueille dans son ciel Dante, qui ne remarque le lever que lorsqu'il est déjà accompli. Béatrice le guide si rapidement d'un ciel à l'autre que l'action se déroule en un instant.
Dans la clarté du Ciel du Soleil, les âmes se détachent, encore plus brillantes.  Bien que le poète appelle toutes ses facultés à son secours, leur rayonnement est indescriptible. Il n'y a jamais eu de spectacle où l'on puisse voir une lumière plus intense que celle du soleil. Les bienheureux de ce quatrième ciel (dont ils ont reçu la disposition à la sagesse) sont perpétuellement rassasiés par Dieu dans leur désir de connaissance, qui leur révèle le mystère de la Trinité.
Dante, à l'invitation de Béatrice, se confie à Dieu en toute gratitude et amour, qui se réjouit intensément.

### La Couronne des Esprits Savants: versets 64-81
Dante et Béatrice sont entourés d'une couronne d'âmes brillantes, comme le halo qui entoure parfois la lune. Ils chantent et dansent avec une douceur indescriptible, dessinant lentement trois tours, jusqu'à ce qu'ils s'arrêtent, comme des femmes qui attendent les nouvelles notes de la ballade pour reprendre la danse.

### Thomas d'Aquin et les Sages de la Première Couronne: versets 82-148

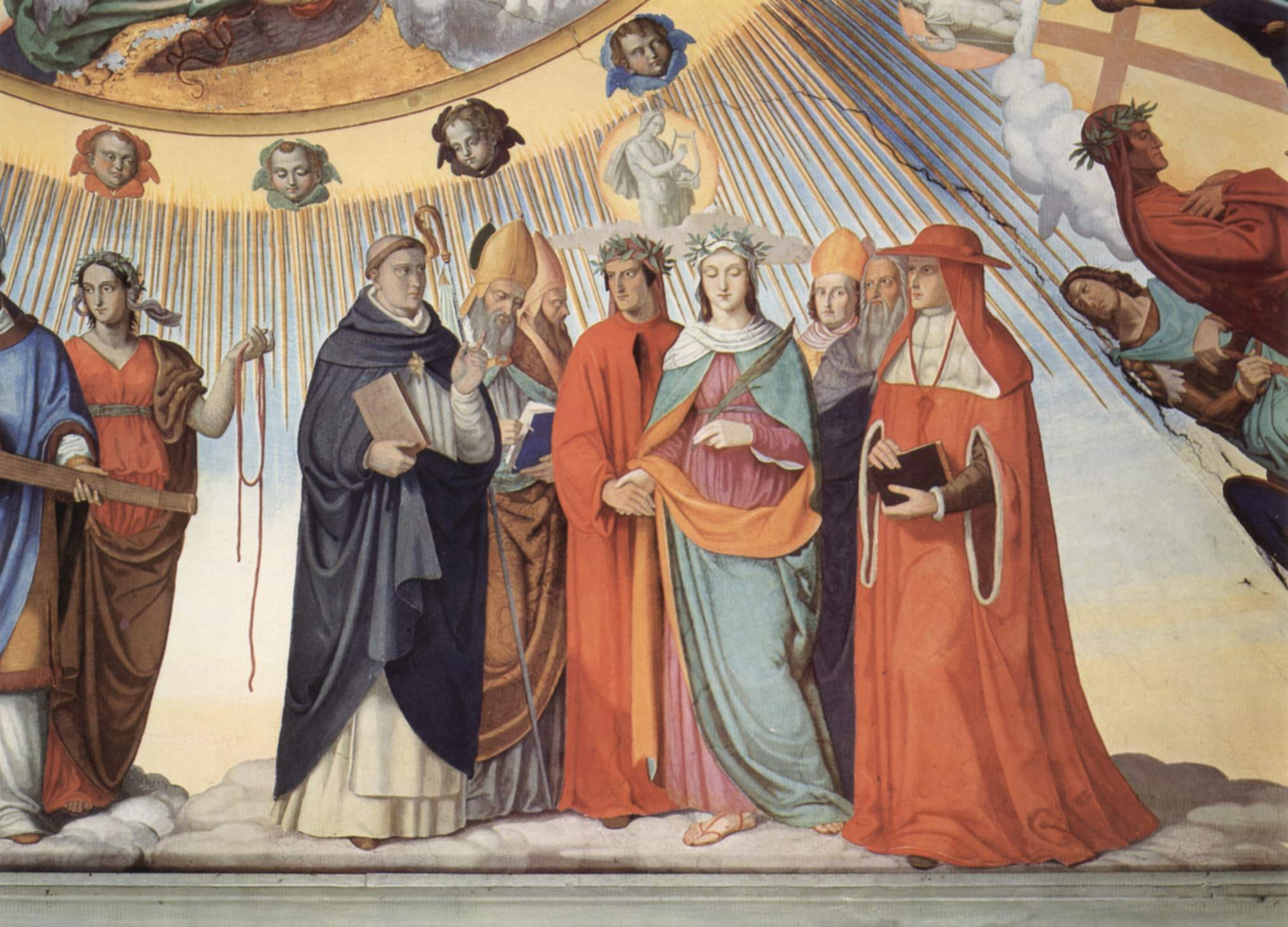
Dante rencontre saint Thomas d'Aquin, Albert le Grand, Pierre Lombard et d'autres sages, fresque de Philipp Veit.

Une âme s'adresse à Dante en déclarant qu'il serait impossible de ne pas satisfaire le désir du pèlerin, qui a par Grâce divine le don de voyager à travers les cieux, car cela est contraire à la nature charitable du bienheureux. Il se déclare membre de l'ordre dominicain, comme son voisin de droite, Albert le Grand, cest Thomas d'Aquin. Il désigne ensuite  tous les sages qui font partie de la même couronne : Gratien, Pierre Lombard, Salomon, non nommé, mais indiqué par une périphrase élogieuse qui sera reprise dans le Chant XIII. Ils sont suivis par Denys l'Aréopagite, Paul Orose et, introduit par une autre périphrase, Boèce. Ensuite, Isidore de Séville, Bède le Vénérable, Richard de Saint-Victor. Le dernier du cercle, à côté de Thomas, est Siger de Brabant (qui avait de forts désaccords théologiques avec Thomas).
Puis, comme une horloge dont le mécanisme sonne l'heure des matines, la roue des bienheureux se remet en marche, chantant avec une ineffable douceur .

## Analyse
La longue introduction, complétée par une intense apostrophe au lecteur, souligne le passage des trois premiers cieux, dont l'influence peut, si elle est mal interprétée, donner lieu à de mauvais comportements, au ciel du Soleil, dont l'influence, comme celle des cieux suivants, est exclusivement positive et se manifeste par un désir de sagesse. Comme si les cieux précédents constituaient un anti-Paradis et que le Paradis commençait au Chant X, dominé par la perfection et la lumière absolue. Le développement de l'ensemble du Chant, dans un registre constamment élevé et entrelacé d'éléments doctrinaux, est en accord avec ce thème.
Les deux premiers tercets ont une empreinte théologique marquée ; ils sont suivis d'une description cosmologique élaborée liée au thème de l'influence astrale. L'émerveillement de Dante devant l'indicible lumière qui l'accueille, et sa pieuse gratitude envers Dieu, sont si grands que Béatrice est momentanément « éclipsée  dans  l'oubli  » (verset 60). Une nouvelle description s'ouvre, centrée sur les bienheureux qui dansent et chantent de manière ineffable autour de Dante et Béatrice. Ce n'est qu'à ce point, c'est-à-dire au-delà du milieu du chant (verset 82) que se fait entendre la voix d'un bienheureux qui, après un préambule savant, se présente, suivi progressivement les onze autres sages qui composent la couronne. Il s'agit d'éminents représentants de la pensée juridique, philosophique et théologique, appartenant pour la plupart aux XIIe et XIIIe siècles. On trouve cependant des penseurs du haut Moyen Âge et, seul représentant du monde préchrétien, Salomon. Le sommet de sa sagesse est évoqué par la phrase a veder tanto non surse 'l'secondo (verset 114), qui sera l'occasion d'une longue explication par Thomas lui-même dans le Chant XIII. En effet, Thomas est la voix centrale également dans le Chant XI, dans lequel il fait l'éloge de François d'Assise, et dans le Chant XIII, où il développe une argumentation exemplaire de ses connaissances théologiques.
Dans le Chant X, Dante, avec les paroles de Thomas, esquisse un tableau de la culture médiévale à laquelle il est redevable de sa doctrine et de sa vision du monde ; il culmine dans l'image de la concorde retrouvée entre Thomas et son adversaire Siger : l'un à côté de l'autre, éclairés par la même lumière éternelle. La lumière est en effet l'élément dominant, non seulement, bien sûr, dans la description du ciel, mais aussi dans la référence à l'individu béni (versets 103, 109, 115, 118, 122, 130, 134, 136).
La similitude conclusive, soulignée par des onomatopées et des allitérations (verset 143), propose sous forme analogique l'harmonie entre différentes voix qui concourent vers un même objectif idéal, à savoir la vérité.